# Peggy Kidwell
Pour les articles homonymes, voir Kidwell.
Peggy Aldrich Kidwell est une historienne des sciences américaine, conservatrice de la médecine et des sciences au National Museum of American History.

## Éducation
Kidwell est diplômée du Grinnell College (en) en 1971. Elle est allée à l'université Yale pour des études supérieures, obtenant un mastère en 1974 et terminant son doctorat en 1979. Sa thèse de doctorat est intitulée Solar radiation and heat from Kepler to Helmholtz (1600–1860).  

## Livres
Kidwell est la co-auteure de: 
- Landmarks in Digital Computing: A Smithsonian Pictorial History (avec Paul E. Ceruzzi (en), Smithsonian Institution Press, 1994)[3].
- Tools of American Mathematics Teaching, 1800–2000 (avec Amy Ackerberg-Hastings et David Lindsay Roberts, Johns Hopkins University Press, 2008)[4].

Avec Michael R. Williams, elle est traductrice et éditrice de : 
- The Calculating Machines (en) (Die Rechenmaschinen): Their History and Development (par Ernst Martin, MIT Press, 1992)[5].